# Сагындыкулы, Берикбай
Берикбай Сагындыкулы (24.05.1939 — 11.12.2023) — известный тюрколог, филолог, журналист, учёный, педагог, доктор филологических наук, профессор, общественный деятель, член Союза журналистов Казахстана, «Почетный гражданин Кармакшинского района».

## Биография
Родился 24 мая 1939 года в 6-м селе Кашкансуского сельского совета Кармакшинского района Кызылординской области.
С 1957 по 1962 год учился на факультете журналистики филологического факультета Казахского государственного университета. В 1977 году защитил кандидатскую диссертацию на тему «Сравнительная лексика древнетюркских письменных памятников XIV века» (научный руководитель: профессор МГУ, доктор филологических наук Е. Н. Наджиб). В 1994 году защитил докторскую диссертацию на тему «Фонологические закономерности развития лексики тюркских языков».

## Трудовая деятельность
• 1961—1972 — литературовед, секретарь газеты «Егемен Казахстан»
• 1972—1975 — аспирант Института языкознания АН Казахской ССР
• 1975—1979 — редактор, главный редактор издательства «Наука»
• 1997—2023 — профессор Казахского государственного университета.

## Научная деятельность
Автор 12 учебников, 3 монографий, около 300 научных, религиозных и публицистических статей, нескольких стандартных учебных программ, автор около 10 факультативных курсов по тюркологии и теории языка. Подготовил 24 кандидата наук, 6 докторов наук, 1 доктора PhD, более 30 магистров.
• «Һибат-ул хақайиқ» — ХІІ ғасыр ескерткіші" 2002
• «Қазіргі қазақ тілі» 2003
• «Алтын Орда жазба ескерткіштерінің (XIV ғ.) салыстырмалы лексикасы» 2006
• «Мухаббат-наме» ескерткішінің (ХІҮ ғ.) мәтіні" 2008
• «Қазіріг қазақ тілі. Лексикология» 2008
• «Қазақ тілі лексикасы дамуының этимологиялық негіздері» 2010
• «Қазақ тілінің тарихы» 2011
• «Түркі тілдеріндегі сына дауыссыздар мен сына дауыстылар». Алматы, 2012
• «Түркі тілдеріндегі дауысты дыбыстардың даму тарихы». Алматы, 2012
• «Ғаламның ғажайып сырлары» 2016
• «Түркі тілдерінде табыс септік жалғаулары қалай пайда болған?»
• «ҚҰТАДҒУ БИЛИГ» — ОҒЫЗ-ҚЫПШАҚ ТІЛІНДЕ ЖАЗЫЛҒАН ЕСКЕРТКІШ 2016
• «Ежелгі дәуірлердегі протезалық, эпентезалық, эпитезалық дауыссыздар» 2016
• «Орта ғасыр ескерткіштерінде жіктеу есімдікттерінің қолданылу ерекшеліктері» 2016
• «Түркі тілдерінде табыс септігінің даму тарихы» 2017

## Награды и звания
1. доктор филологических наук (1994)
2. Профессор (1997)
3. «Почетный гражданин Кармакшинского района» (2005)
4. Медаль «70 лет Кызылординской области»
5. Почетный знак «75 лет КазНУ» (2009)
6. Нагрудный знак «Ибрай Алтынсарин» (2011)
7. Почетный знак «80 лет КазНУ» (2014)
8. Серебряная медаль"Ал-Фараби атындағы КазҰУ-га сіңірген ерен еңбегі үшін " (2019)